# Tryphon rugosus
Tryphon rugosus är en stekelart som beskrevs av Julius Theodor Christian Ratzeburg 1852. Tryphon rugosus ingår i släktet Tryphon och familjen brokparasitsteklar. Inga underarter finns listade i Catalogue of Life.